# Lara Robinson
Lara Robinson (Melbourne, Victoria, 1 de enero de 1998) es una actriz australiana, conocida por haber interpretado a Rose en Cloudstreet.

## Carrera
En el 2007 apareció como invitada en dos episodios de la serie policíaca City Homicide donde interpretó a Louise Patterson.
En el 2008 participó en la serie infantil The Elephant Princess.
En el 2009 fue protagonista en la película Knowing donde interpretó a Lucinda Embry, la madre de Diana Wayland (Rose Byrne) y a Abby Wayland la hija de Diana.
En el 2011 interpretó a Rose Pickles de joven en la primera parte de la miniserie Cloudstreet.
En el 2012 apareció como invitada en un episodio de la serie Miss Fisher's Murder Mysteries donde interpretó a
Ruth. También apareció en la serie austraiana Winners & Losers donde interpretó a la estudiante Tilly Young.
En el 2013 figuró en el reparto de la serie cómica Upper Middle Bogan donde interpretó a Edwina, junto a las actrices Michala Banas, Annie Maynard y Robyn Malcolm.
También es cantante y bailarina.

## Filmografía[4]

### Series de televisión
| Año         | Título                         | Personaje        | Notas                                   |
| ----------- | ------------------------------ | ---------------- | --------------------------------------- |
| 2013 - 2016 | Upper Middle Bogan             | Edwina Bright    | 16 episodios                            |
| 2014        | The Doctor Blake Mysteries     | Peggy Brown      | episodio "The Food Of Love"             |
| 2012        | Winners & Losers               | Tilly Young      | 5 episodios                             |
| 2012        | Miss Fisher's Murder Mysteries | Ruth             | episodio "Murder on the Ballarat Train" |
| 2011        | Cloudstreet                    | Rose Pickles     | episodio "Part 1"                       |
| 2011        | Fire Ready                     | Isabel           | -                                       |
| 2008        | The Elephant Princess          | Gretel           | 2 episodios                             |
| 2007        | City Homicide                  | Louise Patterson | 2 episodios                             |

### Películas
| Año  | Título           | Personaje                  | Notas                                                                                 |
| ---- | ---------------- | -------------------------- | ------------------------------------------------------------------------------------- |
| 2012 | The Jungle       | Frances                    | -                                                                                     |
| 2009 | Knowing          | Lucinda Embry/Abby Wayland | junto a Rose Byrne, Nadia Townsend, Nicolas Cage, Ben Mendelsohn & Adrienne Pickering |
| 2009 | Saved            | Grace Weston               | junto a Claudia Karvan, Andy Rodoreda, Elise McCredie & Neil Melville                 |
| 2008 | Long Weekend     | Joven en el Coche          | junto a Jim Caviezel, Claudia Karvan & Robert Taylor                                  |
| 2007 | Work in Progress | Niña                       | corto - junto a Brett Swain                                                           |

### Teatro
| Año  | Obra                              | Personaje | Director | Teatro         | Notas |
| ---- | --------------------------------- | --------- | -------- | -------------- | ----- |
| 2008 | The Old Woman Who Lived In a Shoe | -         | -        | Tivoli Theatre | -     |
| 2008 | Goldilocks and the Three Bears    | -         | -        | Tivoli Theatre | -     |

## Premios y nominaciones
| Año  | Categoría                                              | Premio      | Serie       | Resultado |
| ---- | ------------------------------------------------------ | ----------- | ----------- | --------- |
| 2012 | Best New Talent                                        | ASTRA Award | Cloudstreet | Ganadora  |
| 2012 | Best Young Actor                                       | AACTA Award | Cloudstreet | Ganadora  |
| 2012 | Best Guest or Supporting Actress in a Television Drama | AACTA Award | Cloudstreet | Nominada  |